# Araçu
Araçu este un oraș în Goiás (GO), Brazilia. 